# Русько-Тишківська сільська рада
Ру́сько-Тишкі́вська сільська́ ра́да — адміністративно-територіальна одиниця та орган місцевого самоврядування в Харківському районі Харківської області. Адміністративний центр — село Руські Тишки.

## Загальні відомості
Русько-Тишківська сільська рада утворена в 1920 році.
- Територія ради: 75,81 км²
- Населення ради: 3 101 особа (станом на 2001 рік)
- Територією ради протікають річки Харків, Муромка.

## Населені пункти
Сільській раді підпорядковані населені пункти:
- с. Руські Тишки
- с. Петрівка
- с. Українське
- с. Черкаські Тишки

## Склад ради
Рада складається з 20 депутатів та голови.
- Голова ради: Горошочок Юрій Васильович
- Секретар ради: Агніщева Клавдія Андріївна

### Керівний склад попередніх скликань
| Прізвище, ім'я, по батькові | Основні відомості                                                 | Дата обрання | Дата звільнення |
| --------------------------- | ----------------------------------------------------------------- | ------------ | --------------- |
| Семенець Микола Якимович    | Сільський голова, 1941 року народження, член Партії регіонів      | 26.03.2006   | 31.10.2010      |
| Горошочок Юрій Васильович   | Сільський голова, 1958 року народження, освіта вища, безпартійний | 31.10.2010   |                 |

Примітка: таблиця складена за даними сайту Верховної Ради України

### Депутати
За результатами місцевих виборів 2010 року депутатами ради стали:

#### За суб'єктами висування
| Суб'єкт висування                                       | Кількість обраних депутатів | %  |
| ------------------------------------------------------- | --------------------------- | -- |
| Партія регіонів                                         | 8                           | 40 |
| Самовисування                                           | 6                           | 30 |
| Комуністична партія України                             | 4                           | 20 |
| Партія «Відродження»                                    | 1                           | 5  |
| Політична партія Всеукраїнське об'єднання «Батьківщина» | 1                           | 5  |

#### За округами
| № округу                                                | Прізвище, ім'я, по батькові   | Дата визнання обраним | Освіта             | Партійна приналежність                        | Відомості про обраного депутата                                                                |
| ------------------------------------------------------- | ----------------------------- | --------------------- | ------------------ | --------------------------------------------- | ---------------------------------------------------------------------------------------------- |
| Комуністична партія України                             |                               |                       |                    |                                               |                                                                                                |
| 3                                                       | Внуков Олександр Васильович   | 03.11.2010            | середня            | позапартійний                                 | пенсіонер                                                                                      |
| 7                                                       | Кулагін Павло Олексійович     | 03.11.2010            | середня спеціальна | позапартійний                                 | Харківський аеропорт, водій-механік                                                            |
| 13                                                      | Рибалко Іван Миколайович      | 03.11.2010            | вища               | позапартійний                                 | Фермерське господарство «Рибалко», фермер                                                      |
| 17                                                      | Савєнкова Оксана Павлівна     | 03.11.2010            | середня спеціальна | позапартійна                                  | оздоровчий комплекс ННУХФТУ, бухгалтер                                                         |
| Партія «ВІДРОДЖЕННЯ»                                    |                               |                       |                    |                                               |                                                                                                |
| 6                                                       | Бубенко Олена Миколаївна      | 03.11.2010            | середня спеціальна | член Партії «ВІДРОДЖЕННЯ»                     | Вагонна дільниця № 1південної залізниці, провідник                                             |
| Партія регіонів                                         |                               |                       |                    |                                               |                                                                                                |
| 1                                                       | Розсоха Галина Єгорівна       | 03.11.2010            | вища               | позапартійна                                  | Р. Тишківська медамбулаторія загальної практики сімейної медицини, головний лікар              |
| 2                                                       | Мац Олена Миколаївна          | 03.11.2010            | вища               | позапартійна                                  | Р. Тишківськасільська рада, головний бухгалтер                                                 |
| 5                                                       | Шаповалов Геннадій Іванович   | 03.11.2010            | вища               | позапартійний                                 | Р. Тишківськасільська рада, інженер — землевпорядник                                           |
| 9                                                       | Бутенко Василь Іванович       | 03.11.2010            | середня            | позапартійний                                 | Вяловський гідроузел, начальник                                                                |
| 10                                                      | Агніщева Клавдія Андріївна    | 03.11.2010            | середня спеціальна | позапартійна                                  | Р. Тишківська сільрада, інспектор ВОС                                                          |
| 16                                                      | Кириленко Іван Миколайович    | 03.11.2010            | середня            | позапартійний                                 | Салтівський хлібзавод, водій                                                                   |
| 18                                                      | Холод Олександра Петрівна     | 03.11.2010            | вища               | позапартійна                                  | Р. Тишківська загальноосвітня школа І—III ст., вчитель                                         |
| 20                                                      | Турчин Сергій Васильович      | 03.11.2010            | середня спеціальна | член Партії регіонів                          | пенсіонер, інвалід 2-ї групи, ліквідатор аварії на ЧАЕС                                        |
| Політична партія Всеукраїнське об'єднання «Батьківщина» |                               |                       |                    |                                               |                                                                                                |
| 8                                                       | Малишева Алла Василівна       | 03.11.2010            | вища               | член Всеукраїнського об'єднання «Батьківщина» | тимчасово не працює                                                                            |
| Самовисування                                           |                               |                       |                    |                                               |                                                                                                |
| 4                                                       | Солуянова Віра Михайлівна     | 03.11.2010            | середня спеціальна | позапартійна                                  | Р. Тишківська сільська мед амбулаторія загальної практики сімейної медицини, сімейна медсестра |
| 11                                                      | Шабельник Олексій Миколайович | 03.11.2010            | середня            | позапартійний                                 | пенсіонер                                                                                      |
| 12                                                      | Бутенко Олександр Павлович    | 03.11.2010            | середня            | позапартійний                                 | тимчасово не працює                                                                            |
| 14                                                      | Почуєв Сергій Іванович        | 03.11.2010            | середня спеціальна | член Політичної партії «Сильна Україна»       | Харківський професійний технічний ліцей, механік                                               |
| 15                                                      | Лебедин Марина Віталіївна     | 03.11.2010            | вища               | позапартійна                                  | аптека № 4,декретна відпустка                                                                  |
| 19                                                      | Трусов Олександр Олексійович  | 03.11.2010            | середня спеціальна | позапартійний                                 | ТОВ Сп «Велес — Агро», директор                                                                |